# Ђорђе Пантић
Ђорђе Пантић (Београд, 27. јануар 1980) је бивши српски фудбалер. Играо је на позицији голмана.

## Биографија
Играо је у Партизану, Телеоптику, Обилићу, Кобленцу, Енчепингсу, Дебрецину, Пјунику и Сарајеву.
У каријери је освојио два првенства СР Југославије (2001/02, 2002/03), једно првенство Србије и Црне Горе (2004/05), један куп Србије и Црне Горе (2000/01) све са Партизаном, две титуле првенства Мађарске (2008/09, 2009/10), један мађарски куп (2009/10), два суперкупа Мађарске (2009 и 2010) и један лига куп Мађарске (2009/10) све са Дебрецином. Одиграо је у каријери шест утакмица у Лиги шампиона и две у УЕФА купу.

## Приватни живот
Био је ожењен познатом каратисткињом и вишеструком освајачицом медаља са светских и европских првенстава у том спорту Снежаном Пантић (преминула 2022), и са њом има ћерку.

## Трофеји
Партизан
- Првенство СР Југославије (2) : 2001/02, 2002/03.
- Првенство Србије и Црне Горе (1) : 2004/05.
- Куп СР Југославије (1) : 2000/01.

Дебрецин
- Првенство Мађарске (2) : 2008/09, 2009/10.
- Куп Мађарске (1) : 2009/10.
- Лига куп Мађарске (1) : 2009/10.
- Суперкуп Мађарске (2) : 2009, 2010.